# 裸原鰭海龍
裸原鰭海龍（学名：Anarchopterus tectus），为輻鰭魚綱棘背魚目海龍魚科的其中一種，分布於西大西洋區，從美國佛羅里達州、加勒比海至巴西及阿根廷海域，體長可達12.5公分，棲息在海草床，卵胎生。